# Bilaterale Verträge zwischen der Schweiz und der Europäischen Union
Die bilateralen Verträge zwischen der Schweiz und der Europäischen Union (umgangssprachlich Bilaterale) wurden in Kraft gesetzt, um die Beziehungen zwischen der Schweiz und den Mitgliedern der Europäischen Union (EU) auf politischer, wirtschaftlicher und auch kultureller Ebene zu regeln. Nach den ersten bilateralen Abkommen 1957 mit der Europäischen Gemeinschaft für Kohle und Stahl (Montanunion) wurden verschiedene Verträge abgeschlossen, um auch ohne eine Mitgliedschaft der Schweiz in der Europäischen Union wirtschaftliche und politische Themen mit ihr bestimmen zu können. Vertragspartner der Schweiz waren dabei die Europäischen Gemeinschaften, da der europäische Staatenbund bis zum Vertrag von Lissabon 2009 keine eigene Rechtspersönlichkeit besaß. Die Schweizer Bundesverwaltung bezeichnet die einzelnen Bestandteile der „bilateralen Abkommen“ als „sektorielle Abkommen Schweiz–EU“.
Heute sind das Freihandelsabkommen von 1972, das Versicherungsabkommen von 1989 sowie die sieben bilateralen Abkommen von 1999 („Bilaterale Abkommen I“) und die Abkommen von 2004 („Bilaterale Abkommen II“) bedeutsam.
Von 2014 bis 2018 wurde ein Rahmenabkommen EU-Schweiz verhandelt, das die Rahmenbedingungen für die Zusammenarbeit der Europäischen Union und der Schweiz zukünftig regeln sollte. Während die EU seit 2019 auf die Unterzeichnung des Vertrags drängte, wuchs in der Schweiz der innenpolitische Widerstand gegen den Entwurf. Nachdem weitere Verhandlungen nicht zu den von Schweizer Seite geforderten Änderungen geführt hatten, wurden die Gespräche im Mai 2021 vom Schweizer Bundesrat einseitig beendet.
Im Jahre 2022 hat der Bundesrat die Gespräche mit der EU über die Weiterentwicklung der bilateralen Verträge wieder aufgenommen. Am 20. Dezember 2024 konnten die Verhandlungen in materieller Hinsicht abgeschlossen werden. Das Ergebnis muss durch die zuständigen Organe der EU und der Schweiz genehmigt werden. In der Schweiz entscheidet das Parlament; ein positives Ergebnis würde dem Referendum unterstellt.

## Freihandelsabkommen mit der Europäischen Wirtschaftsgemeinschaft
Mit der Gründung der Europäischen Wirtschaftsgemeinschaft (EWG) 1957 einerseits und der Europäischen Freihandelsassoziation (EFTA) 1960 andererseits bildeten sich in Westeuropa zwei unterschiedliche Integrationsmodelle. Um eine Aufspaltung in zwei getrennte Wirtschaftsblöcke zu verhindern, wurden Anfang der 1970er Jahre zwischen der Europäischen Wirtschaftsgemeinschaft und den Mitgliedstaaten der EFTA zahlreiche Freihandelsabkommen abgeschlossen; das Freihandelsabkommen (FHA) zwischen der Schweizerischen Eidgenossenschaft und der EWG wurde am 22. Juli 1972 unterzeichnet, in der Volksabstimmung vom 3. Dezember 1972 von Volk und Ständen gutgeheißen und trat am 1. Januar 1973 in Kraft. Das FHA erlaubte der Schweiz ihre Beziehungen zur EWG zu vertiefen, ohne dabei ihre Vertragsabschluss-Kompetenz (treaty making power) abzugeben.
Mit dem FHA von 1972 wurden tarifäre Handelshemmnisse (Ein- und Ausführzölle und Kontingente) für industrielle Erzeugnisse, die innerhalb der Freihandelszone erzeugt worden sind, abgebaut. Der Vertrag Schweiz–EWG von 1972 senkte im Wesentlichen Grenzhindernisse, vor allem Zölle, für Industrieprodukte. Das Freihandelsabkommen zwischen der Schweiz und den mittlerweile 27 Staaten der Europäischen Union (als Rechtsnachfolgerin der EWG) ist für die Schweiz traditionell von großer Bedeutung, da deren Aussenhandel zum überwiegenden Teil mit den EU-Mitgliedsstaaten stattfindet.
Im Jahr 2023 gingen 50,32 % der Schweizer Warenexporte in die EU, 70 % entstammten der Union. Umgekehrt war 2023 die Schweiz der viertgrößte Handelspartner der EU hinter China, den USA und dem Vereinigten Königreich (UK), sowohl im Import (5,5 %) als auch im Export (7,4 %).

## Versicherungsabkommen
Am 10. Oktober 1989 wurde das Abkommen zwischen der Schweizerischen Eidgenossenschaft und der Europäischen Wirtschaftsgemeinschaft betreffend die Direktversicherung mit Ausnahme der Lebensversicherung unterzeichnet (in Kraft getreten per 1. Januar 1993), welches die gegenseitige Niederlassungsfreiheit für Agenturen und Zweigniederlassungen von Versicherungsunternehmungen garantiert. Von diesem Abkommen ausdrücklich nicht betroffen sind Lebensversicherungen, Rückversicherungen sowie gesetzliche Systeme der sozialen Sicherheit; außerdem wird nur die Niederlassungsfreiheit, nicht der freie grenzüberschreitende Dienstleistungsverkehr gewährleistet.
Obwohl das Versicherungsabkommen nur eine teilweise Liberalisierung des Versicherungsmarktes mit sich brachte, ist das Abkommen von großer Bedeutung, weil der EU-Raum für den schweizerischen Versicherungssektor mit seinen 47.000 Mitarbeitern in der Schweiz (Stand 2019) ein äußerst lukrativer Markt ist.

## Bilaterale Verträge I
Nachdem die Schweizer Stimmbürger in der Volksabstimmung vom 6. Dezember 1992 einen Beitritt zum Europäischen Wirtschaftsraum knapp abgelehnt hatten, drängte die Schweiz auf den Abschluss von sektoriellen Abkommen mit den Europäischen Gemeinschaften, um die bestehende Zusammenarbeit auszubauen und die drohende wirtschaftliche Isolation der Schweiz zu verhindern. Die Ende 1994 aufgenommenen Verhandlungen zwischen der Europäischen Union und der Schweiz führten am 21. Juni 1999 zum Erfolg, indem sieben sektorielle Abkommen zu Freizügigkeit, technischen Handelshemmnissen, Öffentlichen Aufträgen, Landwirtschaft, Landverkehr, Luftverkehr und Forschung abgeschlossen werden konnten:
- Abkommen über die Freizügigkeit (Personenfreizügigkeit) (PDF; 1,0 MB)
- Abkommen über gegenseitige Anerkennung von Konformitätsbewertungen (Beseitigung technischer Handelshemmnisse) (PDF; 517 kB)
- Abkommen über bestimmte Aspekte des Öffentlichen Beschaffungswesens (PDF; 388 kB)
- Abkommen über den Handel mit landwirtschaftlichen Erzeugnissen (PDF; 5,6 MB)
- Abkommen über den Landverkehr (PDF; 596 kB)
- Abkommen über den Luftverkehr (PDF; 0,5 MB)
- Rahmenabkommen über wissenschaftlich-technische Zusammenarbeit (Forschungsabkommen) (PDF; 122 kB)

Die Verträge sind zwar rechtlich voneinander unabhängig, sie sind jedoch durch Verknüpfungs- oder «Guillotine»-Klauseln miteinander verknüpft; im Falle einer Kündigung oder einer Nichtverlängerung würde nicht nur der betreffende Vertrag, sondern alle sieben Abkommen hinfällig. Diese Regelung sollte ein „Rosinenpicken“ durch die Schweiz verhindern und erklärt, weshalb die Abkommen nicht einzeln, sondern als Gesamtpaket zur Volksabstimmung gelangten.
Die Bundesversammlung genehmigte die Verträge am 8. Oktober 1999. Gegen diesen Bundesbeschluss wurde das Staatsvertragsreferendum ergriffen. In der Volksabstimmung vom 21. Mai 2000 wurde die Vorlage mit 67,2 Prozent Ja-Stimmen angenommen. Auf Seiten der Europäischen Gemeinschaft bedurfte es gemäß Art. 300 Abs. 3 EGV der Zustimmung des Rates der Europäischen Union und des Europäischen Parlamentes. Für das Freizügigkeitsabkommen bedurfte es zudem der Zustimmung aller Mitgliedstaaten, für das Forschungsabkommen der Zustimmung der Euratom, bevor die Verträge per 1. Juni 2002 in Kraft gesetzt werden konnten.

### Freizügigkeitsabkommen
Durch das Freizügigkeitsabkommen erhalten Staatsangehörige der Schweiz und der EU das Recht, Arbeitsplatz und Wohnsitz innerhalb der Staatsgebiete der Vertragsparteien frei zu wählen. Voraussetzung für die Nutzung dieses Rechts ist, dass sie über einen gültigen Arbeitsvertrag verfügen (Art. 6), selbstständig erwerbend sind oder – bei Nichterwerbstätigen – über ausreichende finanzielle Mittel verfügen. Ferner erlaubt das Abkommen die Einreise und Aufenthalt auch ohne finanzielle Mittel für bis zu sechs Monate, um sich eine Arbeitsstelle zu suchen.
Das Abkommen ist weitgehend dem Unionsrecht nachgebildet; es enthält zahlreiche Verweise auf das Sekundärrecht. Für das Funktionieren des Binnenmarktes ist es unerlässlich, dass das Recht in allen Staaten gleich ausgelegt wird. Deswegen verpflichtete sich die Schweiz, die Rechtsprechung des Europäischen Gerichtshofs zur Zeit der Ratifikation des Abkommens 1999 zu Bestimmungen zu übernehmen, die dem Unionsrecht entstammen (Art. 16 Abs. 2 FZA). In der Praxis übernimmt das Bundesgericht das gesamte Fallrecht des Gerichtshofes in allen Fragen, die sich im bilateralen Verhältnis analog stellen – unabhängig davon, ob die Urteile vor oder nach der Ratifikation gefällt wurden. Die Rechte aus dem Freizügigkeitsabkommen sind indes nicht so umfassend wie jene, die den Unionsbürgern im EU-Recht zustehen. So steht die bilateralrechtliche Niederlassungsfreiheit nur natürlichen Personen zu, und die Dienstleistungsfreiheit garantiert einen Aufenthalt für nur 90 Tage im Jahr (Art. 56 AEUV kennt keine zeitliche Beschränkung).
Vor dem Abkommen publizierte Prognosen hatten die Nettozuwanderung aus der EU in die Schweiz nach dem Abkommen auf maximal 10.000 Personen pro Jahr geschätzt, erwiesen sich jedoch rückblickend als falsch. Die Nettozuwanderung war nach Betrachtungen von 2017 um den Faktor sieben größer.
Die am 9. Februar 2014 von einer knappen Mehrheit von 50,3 Prozent der Stimmenden angenommene Eidgenössische Volksinitiative «Gegen Masseneinwanderung» forderte, dass die Schweiz die Zuwanderung wieder durch Höchstzahlen und Kontingente steuern und begrenzen soll, wobei die gesamtwirtschaftlichen Interessen des Landes zu beachten seien. Völkerrechtliche Verträge, die diesem Ziel widersprechen, sollten nicht mehr abgeschlossen werden dürfen. Zudem sollten bestehende Verträge innerhalb von drei Jahren entsprechend nachverhandelt werden. Der durch die Initiative eingeführte Art. 121a BV verstößt direkt gegen das Freizügigkeitsabkommen; eine harmonisierende Auslegung ist nicht möglich. Die Bundesversammlung, die Art. 121a BV auf Gesetzesstufe konkretisieren musste, stand vor der Aufgabe, den Widerspruch zwischen Völker- und Landesrecht aufzulösen. Weil das Bundesgericht urteilte, das Freizügigkeitsabkommen gehe den Bundesgesetzen vor, entschied sich die Bundesversammlung für eine zurückhaltende Umsetzung von Art. 121a BV, um den Verpflichtungen aus dem FZA möglichst Rechnung zu tragen.

#### Übergangsregelung

Übergangsfristen für Personenfreizügigkeit im Rahmen der Bilateralen I

Grundsätzlich können für die EU-15, EU-8 sowie für Bulgarien und Rumänien drei verschiedene Übergangsregelungen unterschieden werden. Während dieser Übergangsregelungen konnten Zuwanderungsbeschränkungen wie Inländervorrang, Kontrolle der Lohn- und Arbeitsbedingungen sowie die Kontingentierung aufrechterhalten werden. Die letzte Übergangsregelungen gelten im Verhältnis mit Kroatien und laufen 2026 aus.
Nach Ablauf der Kontingentsregelung kann aufgrund einer Schutzklausel die Zahl der Arbeitsbewilligungen (Kontingente) erneut beschränkt werden, wenn eine ernste Störung des Arbeitsmarktes festzustellen sein sollte (Art. 14 Abs. 2 FZA). Bis zum 31. Mai 2009 musste die Schweiz die EU zudem informieren, ob sie das Abkommen weiterzuführen gewillt ist. Gegen den Bundesbeschluss, der die Weiterführung und die Ausdehnung der Personenfreizügigkeit auf Rumänien und Bulgarien unterstützte, wurde das Referendum ergriffen. In der Volksabstimmung vom 8. Februar 2009 sprachen sich 59,6 Prozent der Abstimmenden für die Vorlage aus.

#### Flankierende Massnahmen
Um den vielfältigen Ängsten vor der Liberalisierung des Arbeitsmarktes vorzubeugen, hat die Schweizerische Bundesversammlung flankierende Massnahmen gegen Sozial- und Lohndumping beschlossen, die sicherstellen sollen, dass die Lohn- und Arbeitsbedingungen von allen Arbeitnehmern und Arbeitgebern eingehalten werden. Diese werden in allen Regionen und Branchen regelmäßig kontrolliert. Zu den flankierenden Massnahmen zählen folgende Einrichtungen:
- Entsendegesetz (EntsG): Die von einer ausländischen Unternehmung vorübergehend in die Schweiz entsendeten ausländischen Arbeitnehmer unterstehen den in der Schweiz geltenden minimalen Arbeits- und Lohnbedingungen (Art. 1 Abs. 1 EntsG). Ebenso sind Schweizer Arbeitgeber verpflichtet, die Schweizer Lohn- und Arbeitsbedingungen einzuhalten (Art. 1 Abs. 2 EntsG). Die Einhaltung dieser Anforderungen wird durch stichprobenweise durchgeführte Kontrollen überprüft (Art. 7 EntsG). Einzelheiten sind in der Verordnung (EntsV) geregelt.[28] Das Staatssekretariat für Wirtschaft SECO berichtet jährlich über den Vollzug der flankierenden Massnahmen.[29]
- Erleichterte Allgemeinverbindlicherklärung von Gesamtarbeitsverträgen: Sollten in einer Branche die minimalen Anforderungen wiederholt missbräuchlich unterboten werden, so können die Bestimmungen über minimale Entlöhnung und ihre entsprechende Arbeitszeit leichter allgemeinverbindlich erklärt werden (Art. 2 ff. Bundesgesetz über die Allgemeinverbindlicherklärung von Gesamtarbeitsverträgen)
- Normalarbeitsverträge mit zwingenden Mindestlöhnen: Für Branchen ohne Gesamtarbeitsvertrag (oder ohne allgemeinverbindlich erklärbaren Gesamtarbeitsvertrag) können Bund und Kantone bei wiederholtem Missbrauch zwingende Mindestlöhne in einem befristeten Normalarbeitsvertrag einführen.
- Tripartite Kommissionen: Diese setzen sich jeweils aus der gleichen Zahl an Vertretern von Behörden, Arbeitgebern und Gewerkschaften zusammen und beobachten den Arbeitsmarkt, kontrollieren die Einhaltung von zwingenden Normalarbeitsverträgen, melden Verstöße an die kantonalen Vollzugsbehörden und können Maßnahmen beantragen (Art. 360b OR)

Am 18. April 2012 hat der Bundesrat entschieden, die sogenannte Ventilklausel gegenüber den Staaten der EU-8 anzurufen. Die Kategorie der Aufenthaltsbewilligungen B wird gegenüber den Staatsangehörigen dieser Länder per 1. Mai 2012 kontingentiert.

#### Kritik
Globalisierungskritiker, linke Politiker und Gewerkschaften, aber auch die Bundesbehörden, Arbeitgebervertreter und Kantone haben negative Folgen der Personenfreizügigkeit thematisiert. Befürchtet wird beispielsweise die Umgehung von Schweizer Gesetzen über Umweltschutz und Arbeitsschutz sowie der durch die Migration von Arbeitskräften von Niedriglohnländern in die Schweiz entstehende Lohndruck, als dessen Folge Lohndumping befürchtet wird. Als Gefahr für kleine und mittlere Unternehmen werden vor allem Scheinselbstständigkeiten wahrgenommen. Gegen diese Probleme sieht die Schweizer Gesetzgebung die oben beschriebenen «flankierenden Massnahmen» vor. Diese wiederum kritisierte die EU. Ein Beschluss des EU-Parlaments vom September 2010 kritisiert im Einzelnen die Massnahmen, die es für unverhältnismäßig hält „und es Klein- und Mittelbetrieben erschweren, Dienstleistungen in der Schweiz zu erbringen“. Unter anderem wurde „die in der Schweiz geltende Vorabmeldeverpflichtung mit achttägiger Wartefrist“ genannt.
Die politische Rechte führt Probleme mit der Integration der ausländischen Arbeitnehmer an und befürchten eine erhöhte Kriminalität. Dem Grundsatz der Personenfreizügigkeit widersetzt sich politisch insbesondere die Schweizerische Volkspartei (SVP) mit etlichen Volksinitiativen (Masseneinwanderungs-, Ausschaffungs-, Begrenzungsinitiative und die eidgenössische Volksinitiative «Keine 10-Millionen-Schweiz»).
Diskutiert wird auch die Auswirkung der Personenfreizügigkeit auf die Zahl der Sozialhilfebezieher: Die EU möchte für die Unionsbürger ein faktisches Niederlassungsrecht samt Zugang zum Schweizer Sozialsystem einführen, was die Schweizer Behörden ablehnen.

### Abkommen über die gegenseitige Anerkennung von Konformitätsbewertungen
Im Rahmen des EWR-Vertrages wäre die Schweiz gezwungen gewesen, ihre technischen Anforderungen mit denjenigen der EU zu harmonisieren. Nach dem EWR-Nein 1992 hat sich der Bundesrat entschieden, die schweizerischen technischen Vorschriften weitgehend und autonom an jene der EU anzugleichen, um zu verhindern, dass Schweizer Betriebe durch nicht-tarifäre Handelshemmnisse auf dem internationalen Markt benachteiligt würden (autonomer Nachvollzug).
Eine einseitige Angleichung bleibt aber wirkungslos, wenn die Gegenseite diese Angleichungen nicht als solche anerkennt, weshalb im Abkommen über die gegenseitige Anerkennung von Konformitätsbewertungen verbindlich festgestellt wird, dass in der Schweiz und in der EU durchgeführte Konformitätsbewertungen gegenseitig anerkannt werden. Produkte, welche die als gleichwertig vereinbarten Anforderungen einer Prüfstelle einer Vertragspartei erfüllen, sind dadurch ohne Bewertung einer Prüfstelle der anderen Vertragspartei auf deren Markt zugelassen. Dies führt zu geringeren Kosten und kürzeren Wartezeiten bei der Vermarktung.

### Abkommen über bestimmte Aspekte des öffentlichen Beschaffungswesens
Das Abkommen über bestimmte Aspekte des öffentlichen Beschaffungswesens ergänzt und erweitert den Geltungsbereich des im Rahmen der Welthandelsorganisation (WTO) geschlossenen Übereinkommens über das öffentliche Beschaffungswesen, GPA. Während die WTO-Regeln die Beschaffungen des Bundes und der Kantone sowie diejenigen der öffentlichen Unternehmen in den Sektoren Wasser-, Elektrizitäts- und Verkehrsversorgung umfassen, sind im Abkommen über bestimmte Aspekte des öffentlichen Beschaffungswesens zusätzlich auch die Beschaffungen von Bezirken und Gemeinden, Beschaffungen öffentlicher und privater Auftraggeber in den Sektoren Schienenverkehr, Gas- und Wärmeversorgung sowie Beschaffungen privater Unternehmen in den Sektoren Wasser-, Elektrizitäts- und Verkehrsversorgung eingeschlossen.

### Abkommen über den Landverkehr
Das Landverkehrsabkommen (LVA), welches frühere Regelungen ablöste, brachte eine Harmonisierung der schweizerischen und der gemeinschaftsrechtlichen Regelungen über den Strassen- und Eisenbahnverkehr. Das LVA „stellt einen schwierigen Interessenausgleich zwischen den Beteiligten dar“. So wurde die Schweiz unter anderem verpflichtet, nach einer schrittweisen Übergangsfrist Lastwagen bis 40 Tonnen (zuvor 28 t) Gesamtgewicht (Euro-Brummis) zuzulassen; durch EG-Verordnung 2888/2000 teilte die EU die LKW-Kontingente unter den Mitgliedstaaten auf. Im Gegenzug erhielt die Schweiz das Recht, für eine Transitfahrt Transitgebühren in Form einer leistungsabhängigen Schwerverkehrsabgabe zu erheben, wovon man sich in der Schweiz eine Steuerungswirkung und eine Verlagerung des Gütertransitverkehrs von der Strasse auf die Schiene erhoffte. Zugleich wurde die Schweiz verpflichtet, neue Eisenbahntunnel (Gotthard, Lötschberg) zu bauen. Auf diese Weise sollte das Ziel des LVA, „eine Entlastung des Verkehrs über den Brenner unter gleichzeitiger Verlagerung von Gütertransit durch die Schweiz auf die Schiene“ erreicht werden.
Die Schweizer Fuhrhalter erhielten den Zugang zum EU-Markt und die Möglichkeit, zwischen EU-Staaten Kabotagefahrten durchzuführen. Hingegen bleibt der schweizerische Markt vor der Kabotage durch ausländische Transporteure geschützt.
Als flankierende Maßnahme erließ die Bundesversammlung ein befristetes Bundesgesetz zur Verlagerung des alpenquerenden Güterschwerverkehrs auf die Schiene. In diesem wurde die Zielgrösse für den auf den Transitstrassen verbleibenden alpenquerenden Güterschwerverkehr von 650.000 Fahrten pro Jahr festgelegt, die spätestens zwei Jahre nach der Eröffnung des Lötschbergbasistunnels im Jahre 2008 erreicht werden sollten. Zudem wurde der Bundesrat ermächtigt, Massnahmen zu treffen, welche zur Erreichung des Verlagerungsziels beitragen.
Nach dem Mai 2021 erfolgten Abbruch der Verhandlungen über ein institutionelles Abkommen EU-Schweiz (InstA) sicherte die EU der Schweiz den Zugang zur Plattform der Eisenbahnagentur der Europäischen Union (ERA) für harmonisierte Zulassungsverfahren nur noch bis zum Ende des Jahres 2023 verbindlich zu. Danach droht die Gefahr, dass die Schweiz bei der Zulassung von Rollmaterial von der EU als Drittstaat betrachtet wird.

### Abkommen über den Luftverkehr
Mit dem Luftverkehrsabkommen erhielten die Schweizer Luftverkehrsgesellschaften freien Zugang zu den Mitgliedsstaaten der EU. Zwar bestand diese Möglichkeit bereits vor dem Abschluss dieses Vertrages, doch beruhte dies auf Abkommen, die mit jedem Mitgliedstaat einzeln abgeschlossen werden mussten. Das Luftverkehrsabkommen vereinfacht das Vorgehen und erlaubt es den schweizerischen Gesellschaften überdies, auch Verbindungen innerhalb der EU zu bedienen.

### Abkommen über den Handel mit landwirtschaftlichen Erzeugnissen
Das Agrarabkommen brachte nach einer fünfjährigen Übergangsfrist eine vollständige Liberalisierung des Handels mit Käse und den Zollabbau bei zahlreichen anderen Agrarprodukten wie Früchten, Gemüse und Gartenbauprodukten, in geringerem Ausmaß auch für Trockenfleisch, Weinspezialitäten und Milchprodukte. Zudem wurden technische Handelshemmnisse im Agrarbereich abgebaut und der gegenseitige Schutz der Bezeichnungen von Weinen und Spirituosen gesichert.

### Rahmenabkommen über wissenschaftlich-technische Zusammenarbeit (Forschungsabkommen)
Die Schweiz und die Europäischen Gemeinschaften haben 1986 ein Rahmenabkommen über wissenschaftlich-technische Zusammenarbeit abgeschlossen, das Vereinbarungen für eine vertiefte Zusammenarbeit zwischen den Vertragsparteien vorgesehen hatte. Eine derartige Vereinbarung bildete das 1999 unterzeichnete Forschungsabkommen, das allerdings mit dem Auslaufen des fünften Forschungsrahmenprogramms der EU hinfällig geworden ist. Allerdings sah das Forschungsabkommen von 1999 Verhandlungen über eine Beteiligung der Schweiz an den Nachfolgeprogrammen vor. Diese Verhandlungen haben im Sommer 2003 einen erfolgreichen Abschluss gefunden. Auch am siebten und aktuellen Forschungsrahmenprogramm ist die Schweiz beteiligt.
Das Abkommen über wissenschaftlich-technische Zusammenarbeit verpflichtet die Schweiz einen finanziellen Beitrag an das Forschungsrahmenprogramm zu leisten und gibt schweizerischen Institutionen und Unternehmungen die Möglichkeit, an allen Programmen und Aktionen des Forschungsrahmenprogramms als gleichberechtigte Partner teilzunehmen. Umgekehrt sind auch Forscher aus der EU berechtigt, sich an schweizerischen Projekten zu beteiligen.
Gegenstand des Abkommens bilden weiter auch Fragen des Besitzes, der Nutzung und der Verbreitung von Informationen und geistigen Eigentumsrechten im Zusammenhang mit den Forschungsprojekten.

## Bilaterale Verträge II
Als Bilaterale Verhandlungen II werden die Verhandlungen bezeichnet, die die Schweiz, über den Stand der Bilateralen Verträge I hinaus, an die Staaten der EU annähern sollten.
Einem Abschluss eines zweiten Vertragspaketes stand die Europäische Kommission zunächst eher ablehnend gegenüber. Aufgrund von jeweils einseitigen Interessen der EU (Zinsbesteuerung und Betrugsbekämpfung) und der Schweiz (Beitritt zum Schengener Abkommen und Lösung der aus den Bilateralen Verträgen I übrig gebliebenen offenen Fragen) einigte man sich auf weitere Verträge, die unter anderem beinhalten:
- Beitritt der Schweiz zu den Abkommen von Dublin und Schengen bezüglich Sicherheit und Asyl; dabei bleibt das Schweizer Bankgeheimnis unter allen Umständen gewahrt;
- Ausweitung der Zusammenarbeit zur Aufklärung von Betrugsfällen; allerdings gibt es auch hier Sonderkonditionen für die Schweiz;
- Abschluss der Verhandlungen über Landwirtschaftsprodukte, Umwelt, Medien, Bildung, Altersversorgung, Statistik und Dienstleistungen.

Am 25. Juni 2004 wurden die Abkommen paraphiert und anschliessend ins Vernehmlassungsverfahren gegeben. Die Ergebnisse der Vernehmlassung zeigten ein klares Bild: Die Bilateralen II wurden von Wirtschaftskreisen ebenso einhellig unterstützt wie von der Mehrzahl der Parteien, Organisationen und Verbände. Die Kantone stellten sich einstimmig hinter die Bilateralen II. Klar abgelehnt wurden die Abkommen jedoch von der SVP. Die Eidgenössisch-Demokratische Union (EDU) und die Aktion für eine unabhängige und neutrale Schweiz (AUNS) sprachen sich gegen Schengen/Dublin aus. Zahlreiche Schützenverbände haben kritisch zur vorgesehenen Waffengesetzrevision im Rahmen von Schengen Stellung genommen.
Der Bundesrat ist auf die Hauptanliegen eingegangen, passte seine Vorschläge zur Waffengesetzrevision entsprechend an und verabschiedete am 1. Oktober 2004 die Botschaft zu den Bilateralen II. Am 26. Oktober 2004 wurden die Abkommen in Luxemburg unterzeichnet. Es folgte die Behandlung von Botschaft und Abkommen durch das Parlament in der Wintersession: Alle Abkommen wurden im Nationalrat mit deutlicher Mehrheit, im Ständerat mit Ausnahme von Schengen/Dublin sogar mit Einstimmigkeit angenommen. Auf etwas größeren Widerstand stieß das Assoziationsabkommen von Schengen/Dublin. Im Nationalrat wurde dieses mit 129 Ja- gegen 60 Nein-Stimmen, im Ständerat mit 36 Ja- gegen 3 Nein-Stimmen angenommen.
Entsprechend dem Antrag des Bundesrats unterstellte die Bundesversammlung sieben Abkommen (Statistik, Ruhegehälter, Umwelt, Medien, Schengen/Dublin, Betrugsbekämpfung, Zinsbesteuerung) dem fakultativen Staatsvertragsreferendum. Von Seite der SVP wurde beantragt, das Assoziationsabkommen der Schweiz an Schengen/Dublin dem obligatorischen Referendum zu unterstellen und damit neben dem Volksmehr auch das Ständemehr zu verlangen. Das Abkommen schränke die Souveränität der Schweiz ein und habe Verfassungsrang. Der Antrag wurde vom Nationalrat mit 120 zu 57 und vom Ständerat mit 31 zu 6 Stimmen abgelehnt, auch mit Unterstützung des durch Justizminister Christoph Blocher vertretenen Bundesrates. Die Souveränität der Schweiz werde nicht eingeschränkt, da sie eine Rechtsübernahme ablehnen könne. Art. 140 BV definiere die Voraussetzungen für die Unterstellung einer Vorlage unter das obligatorische Referendum abschliessend; die Vorlage erfülle diese Voraussetzungen nicht. Der Kommissionsberichterstatter Philipp Stähelin führte im Ständerat aus: «Wir haben eine klare Regelung, wann Referenden spielen und wann nicht und unter welchen Voraussetzungen. [...] Wir wollen keine Plebiszite, wir wollen Referenden nach unserer Rechtslage.» Mit der Publikation der Bundesbeschlüsse am 21. Dezember 2004 im Bundesblatt begann der Fristenlauf für die Ergreifung des fakultativen Referendums. Am 31. März 2005, mit Ablauf der Referendumsfrist, stand fest, dass einzig das Referendum gegen das Schengen/Dublin-Abkommen zustande gekommen war. Die Bundeskanzlei bestätigte insgesamt 86.732 gültige Unterschriften. In der Volksabstimmung am 5. Juni 2005 nahm das Schweizer Volk die Vorlage mit 54,6 Prozent Ja-Stimmen an (bei einer Stimmbeteiligung von 56 Prozent). Wäre für die Annahme der Vorlage ein Ständemehr notwendig gewesen, so wäre sie mit 12 zu 11 Ständestimmen abgelehnt worden. Das knappste Resultat ergab sich im Kanton Luzern mit einer Nein-Mehrheit von 1056 Stimmen. Dadurch wäre die Ja-Mehrheit von 250.128 Stimmen beim gesamtschweizerischen Resultat überstimmt worden.
In der Volksabstimmung vom 25. September 2005 wurde der Bundesbeschluss über die Ausdehnung des Freizügigkeitsabkommens auf die zehn am 1. Mai 2004 der EU beigetretenen Staaten, gegen den ebenfalls das Referendum ergriffen worden war, mit 55,95 Prozent angenommen, der niedrigste Ja-Stimmen-Anteil entfiel dabei auf den Kanton Tessin mit 36,09 Prozent, der höchste auf den Kanton Waadt mit 65,26 Prozent. Bei einem Erfolg des Referendums wären wegen der «Guillotine-Klausel» auch die übrigen sechs bilateralen Abkommen I gefährdet gewesen. Neben dem Tessin lehnten nur die drei Urkantone, sowie Glarus und der Halbkanton Appenzell Innerrhoden die Vorlage ab, so dass auch das (bei einem fakultativen Referendum nicht benötigte) Ständemehr erreicht wurde. Nach einer Studie der Konjunkturforschungsstelle KOF der ETH Zürich ist bis Ende 2007 das Schweizer Bruttoinlandsprodukt durch das Abkommen um 5,5 Milliarden Franken gestiegen.

### Forderung der Europäischen Union nach dynamischer Rechtsangleichung
Die Verwaltung der bilateralen Verträge wird von gemischten Ausschüssen Schweiz – EU wahrgenommen. Sie sind dafür zuständig, das reibungslose Funktionieren der Verträge zu gewährleisten, sie nach Möglichkeit anzupassen, Informationen auszutauschen und mögliche Streitigkeiten zu erörtern. Im September 2021 gab es 21 davon; davon haben sich manche noch nie versammelt. Dieses System wird von der Europäischen Union als zu komplex kritisiert.
Bereits im Jahr 2006 signalisierte Kommissionspräsident Barroso, eine Reduktion des Verwaltungsaufwandes im rechtlichen Verhältnis zwischen der EU und der Schweiz könne am besten durch einen EWR-Beitritt seitens der Schweiz oder ein Assoziationsabkommen erreicht werden. In seinen Schlussfolgerungen zu den Beziehungen zwischen der EU und den EFTA-Ländern vom Dezember 2008 hielt der EU-Ministerrat fest, dass die Teilnahme am Binnenmarkt eine einheitliche und gleichzeitige Anwendung und Auslegung des sich ständig weiterentwickelnden gemeinschaftlichen Besitzstands erfordere. Im Juli 2010 bestätigte dies der Präsident des Europäischen Rates, Herman Van Rompuy, in einem Gespräch mit der Schweizer Bundespräsidentin Doris Leuthard. Er erwähnte u. a. den Wunsch der EU, dass die Schweiz künftig Weiterentwicklungen des Europarechts in einem dynamischen System wie im EWR nachvollziehen solle (was nicht gleichbedeutend mit einem automatischen Nachvollzug sei). Dadurch sollen umständliche Neuverhandlungen der Bilateralen Verträge unnötig gemacht und die Beziehungen zwischen der Schweiz und der EU vereinfacht werden. Ein solcher dynamischer Nachvollzug des Europarechts entspräche der Funktionsweise des Europäischen Wirtschaftsraums. Der Beitritt zu diesem, der in einem Referendum 1992 abgelehnt worden war, wurde daher wieder vermehrt diskutiert. Die Kritik an den „statischen Verträgen, die ein Auslaufmodell darstellten“ wurde Ende 2010 durch das Kommissionsmitglied Viviane Reding erneuert. Im Dezember 2012 bekräftigte der Rat der Europäischen Union diese Sichtweise und entschied, dass es keine neuen bilateralen Abkommen nach dem Modell der bisherigen Verträge mit der Schweiz mehr geben wird. EU-Kommissionspräsident José Manuel Barroso schloss sich wenig später der Position des Rates an.

## Mit den Abkommen verbundene Zahlungen der Schweiz an die EU
Genau wie das Nicht-EU-Land Norwegen leistet auch die Schweiz Zahlungen an die EU. Die Beiträge, die die Schweiz aufgrund der bilateralen Abkommen entrichtet, belaufen sich auf ca. 1,7 Mrd. Franken pro Jahr (2024).

## Rahmenabkommen EU-Schweiz
Im Dezember 2013 verabschiedete der Bundesrat ein Verhandlungsmandat für ein Rahmenabkommen EU-Schweiz, die Union folgte im Mai 2014 mit einer Entscheidung des EU-Rates. Es sollte die zukünftigen Rahmenbedingungen für die Zusammenarbeit der Europäischen Union und der Schweiz neu regeln. Die Verhandlungen über das Rahmenabkommen begannen am 22. Mai 2014. Als Ergebnis der Verhandlungen lag seit November 2018 ein Vertragsentwurf vor. Der Bundesrat lehnte ihn jedoch im Jahre 2021 endgültig ab.

## Verhandlungen über die Weiterentwicklung der bilateralen Verträge seit 2022
Im Jahre 2022 hat der Bundesrat die Gespräche mit der EU über die Weiterentwicklung der bilateralen Verträge wieder aufgenommen. Bis Oktober 2023 wurden entsprechende Sondierungsgespräche mit der Europäischen Kommission geführt; die Ergebnisse wurden in einem «common understanding» («Gemeinsame Verständigung») der beiden Verhandlungsdelegationen festgehalten. Der Bundesrat hat Mitte Dezember 2023 auf dieser Grundlage den Mandatsentwurf für Verhandlungen mit der EU verabschiedet und nach Konsultation der zuständigen Kommissionen der Eidgenössischen Räte am 8. März 2024 das definitive Verhandlungsmandat beschlossen. Die fünf bestehenden Binnenmarktabkommen (Personenfreizügigkeit, Luftverkehr, Landverkehr, technische Handelshemmnisse und Landwirtschaft) sollen aktualisiert und zwei weitere in den Bereichen Strom und Lebensmittelsicherheit abgeschlossen werden. Darüber hinaus wird der Abschluss eines Kooperationsabkommens im Gesundheitsbereich sowie eine systematische Teilnahme an den künftigen EU-Programmen angestrebt.
Im Unterschied zum gescheiterten Rahmenabkommen wird ein Paketansatz verfolgt. Das Rahmenabkommen bildete ein einziges Abkommen, das eine Anzahl institutioneller Regeln für die Rechtsübernahme und die Streitbeilegung definierte, die wie ein Rahmen um alle Binnenmarktabkommen gelegt worden wären. Diese Regeln werden nach dem Paketansatz für jedes Binnenmarktabkommen separat festgelegt. Die Schweiz soll ein Mitspracherecht erhalten, mit dem sie bei der Ausarbeitung von EU-Rechtsakten frühzeitig einbezogen wird, wenn diese sie direkt betreffen (decision shaping). Gemäss dem Verhandlungsmandat des Bundesrates wird die Schweiz über die Übernahme von EU-Recht in jedem Fall eigenständig entscheiden und dabei ihre verfassungsmässigen Verfahren einhalten, insbesondere auch die Möglichkeit des Referendums. Sie soll die Übernahme von EU-Recht in spezifischen Fällen auch ablehnen können. Wenn sie das tut, so kann die EU verhältnismässige Ausgleichsmassnahmen ergreifen. Die Schweiz kann die Verhältnismässigkeit durch ein Schiedsgericht prüfen lassen, an dem sie paritätisch beteiligt ist. Dieses entscheidet definitiv.
Der Bundesrat hat am 20. Dezember 2024 «mit Befriedigung Kenntnis genommen vom materiellen Abschluss der Verhandlungen zwischen der Schweiz und der Europäischen Union.» Die Schweizer Delegation unter der Leitung von Chefunterhändler Patric Franzen habe die im Verhandlungsmandat festgesetzten Ziele in 197 Verhandlungssitzungen erreicht. Die Verhandlungsergebnisse müssen in formeller Hinsicht noch finalisiert werden, so dass der definitive Text der Verträge von den Chefunterhändlern paraphiert werden kann. Zudem müssen die nötigen Anpassungen der Schweizer Gesetzgebung sowie die flankierenden Massnahmen vorbereitet werden. Der Bundesrat beabsichtigt, vor der Sommerpause 2025 eine Vernehmlassung zum Botschaftsentwurf zu eröffnen und voraussichtlich Anfang 2026 dem Parlament die Botschaft zu unterbreiten. Der Bundesrat plant, die Abkommen zur Stabilisierung des bilateralen Wegs (Anpassung bestehender Abkommen, staatliche Beihilferegeln, Teilnahme an EU-Programmen und Schweizer Beitrag) in einem Bundesbeschluss «Stabilisierung» zu unterbreiten. Die drei neuen Abkommen zur Weiterentwicklung des bilateralen Wegs sollen in separaten Bundesbeschlüssen präsentiert werden. Falls das Parlament die Bundesbeschlüsse annimmt, werden diese dem Referendum unterstellt. Das Bundesamt für Justiz hat mit einem Rechtsgutachten vom 27. Mai 2024 festgestellt, dass die Bundesverfassung angesichts des voraussichtlichen Inhalts der Vorlagen ein fakultatives Referendum (erforderliche Mehrheit des Volkes) verlange. Die Gegner der geplanten Weiterentwicklung der Beziehungen zur EU möchten eine höhere Hürde aufstellen, indem sie ein obligatorisches Referendum verlangen (erforderliche doppelte Mehrheit von Volk und Ständen).
Am 13. Juni 2025 eröffnete der Bundesrat die Vernehmlassung und veröffentliche die Abkommen sowie den dazugehörigen erläuternden Bericht.

## Debatte über einen Beitritt zur Europäischen Union

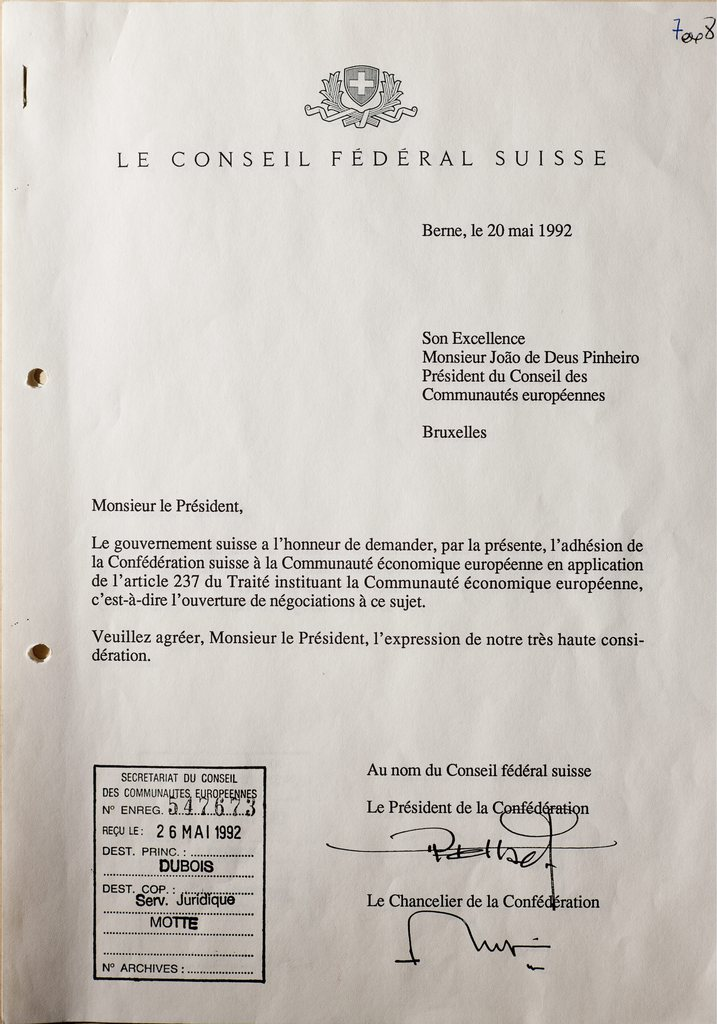
Beitrittsgesuch der Schweiz (1992)

Der Bundesrat hatte am 20. Mai 1992 ein Gesuch zur Aufnahme von Beitrittsverhandlungen an die Europäische Wirtschaftsgemeinschaft, die Europäische Gemeinschaft für Kohle und Stahl und die Europäische Atomgemeinschaft, die Vorläuferorganisationen der EU gerichtet.
Seit dem Nein zum EWR-Beitritt im Dezember 1992 wurde das Beitrittsgesuch allerdings von beiden Seiten nicht weiter verfolgt. Nachdem eine Volksinitiative «Ja zu Europa», die die sofortige Aufnahme von Beitrittsverhandlungen durchzusetzen versuchte, in der Volksabstimmung vom 4. März 2001 eine schwere Niederlage kassiert hatte (nur 23,3 % der Abstimmenden unterstützten das Vorhaben), hat der bilaterale Weg, der seit 1994 beschritten wurde, klar Vorrang. Der Bundesrat hat in seinem Europabericht von 2006 einen EU-Beitritt von einem strategischen Ziel zu einer Option unter weiteren herabgestuft.
Hatten sich anlässlich der EWR-Abstimmung vom 6. Dezember 1992 noch SVP, Grüne Partei der Schweiz, Schweizer Demokraten und einige kleinere Linksparteien in einer sehr emotional geführten Debatte für eine Ablehnung starkgemacht, so begaben sich bei der Abstimmung von 1999 über die Bilateralen I Mehrheiten der SVP (einschliesslich ihres Wortführers Christoph Blocher) und der Grünen ins befürwortende Lager. Zu den Bilateralen II 2005 (plus Schengen/Dublin) sowie bezüglich Ausdehnung der Personen-Freizügigkeit auf Bulgarien und Rumänien 2009 fasste die SVP dann wieder Nein-Parolen. Grund für die unterschiedliche Aufnahme der einzelnen Vertragswerke durch diese Partei (sie hatte bei der EWR-Abstimmung unmissverständlich für den bilateralen Weg Stellung bezogen) ist die Einschätzung von deren wirtschaftlichem Nutzen: Die Einwanderung aus den reicheren alten EU-Ländern wurde als per Saldo ökonomisch nützlich eingestuft, während jene aus dem ärmeren Osteuropa skeptisch betrachtet wird. Konsequent im Nein-Lager verblieben sind einzig die Schweizer Demokraten und die EDU.
Im März 2016 stimmte der Nationalrat, Mitte Juni 2016 auch der Ständerat für eine Motion von Nationalrat Lukas Reimann, mit der die Regierung beauftragt wird, das Gesuch zurückzuziehen. Bundesrat Didier Burkhalter bestätigte, man werde der EU mitteilen, dass der Antrag als erledigt zu betrachten sei.

## Liste der Schweizer Volksabstimmungen über die Beziehungen mit der Europäischen Union
| Datum              | Thema                                                            | Titel (gekürzt) | Ja      | Nein    | Beteiligung | Referenz |
| ------------------ | ---------------------------------------------------------------- | --- | ------- | ------- | ----------- | -------- |
| 3. Dezember 1972   | Freihandelsabkommen CH–EWG                                       | Bundesbeschluss über die Abkommen zwischen der Schweizerischen Eidgenossenschaft und der Europäischen Wirtschaftsgemeinschaft                           | 72,50 % | 27,50 % | 52,93 %     | [ 77 ]   |
| 6. Dezember 1992   | Europäischer Wirtschaftsraum                                     | Bundesbeschluss über den Europäischen Wirtschaftsraum (EWR)                                                                                             | 49,70 % | 50,30 % | 78,73 %     | [ 78 ]   |
| 8. Juni 1997       | Beitrittsverhandlungen nur nach Abstimmung                       | Eidgenössische Volksinitiative «EU-Beitrittsverhandlungen vors Volk!»                                                                                   | 25,90 % | 74,10 % | 35,44 %     | [ 79 ]   |
| 21. Mai 2000       | Bilaterale Verträge I                                            | Bundesbeschluss über die Genehmigung der sektoriellen Abkommen zwischen der Schweizerischen Eidgenossenschaft und der Europäischen Gemeinschaft         | 67,20 % | 32,80 % | 48,30 %     | [ 80 ]   |
| 4. März 2001       | Start von Beitrittsverhandlungen zur Europäischen Union          | Eidgenössische Volksinitiative «Ja zu Europa» | 23,20 % | 76,80 % | 55,79 %     | [ 81 ]   |
| 5. Juni 2005       | Schengen- und Dublin-Abkommen                                    | Bundesbeschluss über die bilateralen Abkommen zwischen der Schweiz und der EU über die Assoziierung an Schengen und an Dublin                           | 54,60 % | 45,40 % | 56,63 %     | [ 82 ]   |
| 25. September 2005 | EU-Erweiterung 2004                                              | Bundesbeschluss über das Protokoll über die Ausdehnung des Freizügigkeitsabkommens auf die neuen EG-Mitgliedsstaaten                                    | 56,00 % | 44,00 % | 54,51 %     | [ 83 ]   |
| 26. November 2006  | Erweiterungsbeitrag und Osthilfe                                 | Bundesgesetz über die Zusammenarbeit mit den Staaten Osteuropas                                                                                         | 53,40 % | 46,60 % | 44,98 %     | [ 84 ]   |
| 8. Februar 2009    | Personenfreizügigkeit und Erweiterung auf Bulgarien und Rumänien | Bundesbeschluss über die Weiterführung des Freizügigkeitsabkommens zwischen der Schweiz und der EG sowie über die Ausdehnung auf Bulgarien und Rumänien | 59,62 % | 40,38 % | 50,90 %     | [ 85 ]   |
| 9. Februar 2014    | Begrenzung der Zuwanderung (Bilaterale Verträge I)               | Eidgenössische Volksinitiative «Gegen Masseneinwanderung»                                                                                               | 50,30 % | 49,70 % | 55,80 %     | [ 86 ]   |
| 19. Mai 2019       | Übernahme der Waffenrichtlinie der EU                            | Bundesbeschluss über die Genehmigung und die Umsetzung betreffend die Übernahme der EU-Waffenrichtlinie                                                 | 63,70 % | 36,30 % | 43,30 %     | [ 87 ]   |
| 27. September 2020 | Kündigung des Freizügigkeitsabkommen mit der EU                  | Eidgenössische Volksinitiative «Für eine massvolle Zuwanderung»                                                                                         | 38,29 % | 61,71 % | 59,47 %     | [ 88 ]   |